# 維什蒂內斯鵝
維什蒂內斯鵝是產於立陶宛南部的鵝品種，由當地本土的鵝與東普魯士鵝、恩登鵝和波美拉尼亞鵝等品種雜交產生，此品種體型較大，成年雄鵝重約6至7公斤，雌鵝重約5至6公斤，體色一般為白色稍帶銀色。繁殖季母鵝一次可產下20至27顆蛋，蛋約重170至180公克，小鵝約在310至320天後成年。
維什蒂內斯鵝的歷史可追溯至20世紀初，蘇聯時代因養鵝產業沒落，許多地方性的品種滅絕，維什蒂內斯鵝則因屬產量良好的品種，而被飼養於莫斯科附近的一處水鳥養殖場中，1995年立陶宛從此處取回100個蛋，帶回國內重新建立此品種鵝的族群。此品種目前仍瀕危，被聯合國糧食及農業組織列入世界濒危畜禽品种名单（World Watch List for Domestic Animal Diversity），立陶宛獸醫學院下的畜牧研究所已開始進行保種計畫，建立了由約120隻維什蒂內斯鵝組成的種群並用以繁衍，每年向鵝農分送約600隻小鵝。